# 顾林昉
顾林昉（1928年9月—2019年2月16日），江苏南通人，中华人民共和国前高级警官。
曾任中华人民共和国公安部副处长，北京市公安局副处长，上海市公安局副局长，中央政法委办公室主任，中央政法委副秘书长、秘书长。1988年5月，任中华人民共和国公安部常务副部长、党委副书记（正部长级），负责日常工作，直至1993年。1992年12月，首次警察授衔时，和时任公安部部长的陶驷驹（1990年12月接替王芳）、国家安全部部长贾春旺一起被授予总警监警衔，这也是迄今惟一被授予这一最高警衔的副部长。
是第八届全国人大常委会委员、全国人大内务司法委员会副主任委员。